# Lac Lokka
Le lac Lokka (en finnois : Lokan tekojärvi) est un lac de barrage situé sur la Luiro (bassin du Kemijoki) dans la municipalité de Sodankylä, dans la région de Laponie, en Finlande. C'est le plus grand lac de barrage de l'Union européenne.